# Spicy Horse
Spicy Horse (en chino tradicional, 麻辣馬; en chino simplificado, 麻辣马; pinyin, Má là mǎ) fue una empresa de desarrollo de videojuegos con sede en Shanghái, fundada por American McGee en 2006.  Se anunció el 23 de julio de 2016 que la compañía cerraría sus puertas para enfocarse en desarrollo menor indie.

## Historia
El estudio fue fundado en 2006. Se le reconoció como el estudio "a la cabeza" con respecto a la producción de videojuegos episódicos. Actualmente es el estudio de desarrollo independiente de occidente más grande de China.
Spicy Horse tiene más de 70 empleados en su estudio en el Distrito de Zhabei, Shanghái. El proceso de desarrollo empleado por la compañía utiliza una metodología de "equipo nuclear" en el que el 100% de la producción del arte requerido se deja en manos de terceros, para mantener la concentración del equipo enfocada en las competencias principales del desarrollo del videojuego.

## Productos
Su primer título, American McGee's Grimm, fue lanzado en GameTap en julio de 2008 en un formato de episódico que terminó en marzo de 2009. Se construyó utilizando el Unreal Engine 3 de Epic.
Spicy Horse desarrolló la secuela de American McGee's Alice para Electronic Arts, titulada Alice: Madness Returns. Fue el primer videojuego para consolas de sobremesa completamente diseñado y desarrollado en la República Popular de China para exportarse. Adicionalmente creó una empresa hija, Spicy Pony, para la creación de videojuegos y medios digitales para el iPhone. Su primer título, DexIQ, fue lanzado a principios de diciembre de 2009. Su segundo título fue una adaptación de la Caperucita Roja para el iPad llamado Akaneiro. Su próximo proyecto habría sido la adaptación de El mago de Oz, OZombie, financiado por una campaña de Kickstarter. La campaña se canceló el 14 de julio de 2013, para enfocarse en una serie de cortometrajes de Alicia y por la falta de apoyo recibido por el proyecto de OZombie.

| Título                           | Año  | Plataformas                     | Estudio     | Editor          | Notas                                                                                 |
| -------------------------------- | ---- | ------------------------------- | ----------- | --------------- | ------------------------------------------------------------------------------------- |
| American McGee's Grimm           | 2008 | PC                              | Spicy Horse | GameTap         | Entregas episódicas al estilo de McGee de los Cuentos de hadas de los hermanos Grimm. |
| DexIQ                            | 2009 | iPad, iPhone, iPod              | Spicy Pony  |                 | Juego de puzles                                                                       |
| American McGee Presents Akaneiro | 2010 | iPad                            | Spicy Pony  |                 | Caperucita Roja en japonés                                                            |
| American McGee's Crooked House   | 2010 | iPad, iPhone, iPod              | Spicy Pony  |                 | Juego de puzle                                                                        |
| Alice: Madness Returns           | 2011 | PlayStation 3, Xbox 360, PC     | Spicy Horse | Electronic Arts | Secuela de American McGee's Alice                                                     |
| BigHead Bash                     | 2012 | N/D                             | Spicy Horse | N/D             | Batallas multijugador de plataformas (Sin publicarse)                                 |
| Crazy Faeries                    | 2012 | Móvil, Facebook                 | Spicy Horse | N/D             | Actualmente en etapa de Beta Privada (Sin publicarse)                                 |
| Akaneiro: Demon Hunters          | 2012 | Navegadores, Tabletas con Tegra | Spicy Horse | N/D             | (Sin publicarse)                                                                      |